# Rivon Krygier
Pour les articles homonymes, voir Krygier.
Rivon Krygier, né en 1957 à Bruxelles, est un rabbin massorti franco-belge.

## Biographie
Les parents de Rivon Krygier étaient des enfants cachés durant la Seconde Guerre mondiale. Très attachés au judaïsme, ils ne peuvent lui enseigner ce qu’ils n’avaient pas reçu.
Rivon Krygier se tourne donc d'abord vers le sionisme du mouvement de jeunesse de gauche Hachomer Hatzaïr, jusqu’à son aliyah en 1977. Il commence alors à s'intéresser à la religion juive. Il étudie à l’Université hébraïque de Jérusalem et au Ma’ayanot Institute of Jewish Studies, dirigé par le rabbin orthodoxe français Léon Ashkenazi (Manitou).
Il est le premier rabbin de langue française diplômé du Schechter Institute of Jewish Studies, filiale du Jewish Theological Seminary of America.
En 1991, il devient le rabbin de la synagogue Adath Shalom à Paris, première communauté Massorti (conservateur) de France.
Titulaire d’un doctorat de l'université de la Sorbonne en sciences des religions (1996), il participe activement au débat intellectuel au sein du judaïsme français, par ses conférences et ses publications, notamment à l'Institut Sèvres, au Collège des Bernardins, au Collège des études juives de l’Alliance israélite universelle et au Centre communautaire juif de Paris. Ses recherches et publications sont souvent consacrées aux questions d’éthique et de théologie, ainsi qu’au dialogue interreligieux.
Dans le cadre des Conférences de Carême, l'archevêque de Paris, le cardinal André Vingt-Trois demande à Rivon Krygier de parler dans la Cathédrale Notre-Dame de Paris le 21 mars 2010 de l'héritage de la déclaration Nostra Ætate, 45 ans après sa promulgation au cours du concile Vatican II.
Il a reçu en 2013 le Prix de l'Amitié judéo-chrétienne de France.

## Ouvrages
- Traduction en français de responsa publiées en hébreu par les rabbins du mouvement conservateur, concernant les problèmes de la vie moderne
- La Loi juive à l’aube du XXIe siècle[6] (préface de Charles Mopsik, 1995)
- À la limite de Dieu : l'énigme de l'omniscience divine et du libre-arbitre humain dans la pensée juive (sa thèse de doctorat, 376 pages, 1998) ;  (ISBN 2-86600-827-8),  (ISSN 1274-9257)
- Épître de l'amour (une adaptation du livre du rabbin Eliot Dorff : Study of human sexuality as perceived in Jewish sources, 2000)
- Épître de la vie (une adaptation du livre du rabbin Jonathan Wittenberg : Study of Jewish attitudes towards mourning).
- Le dialogue avec des chrétiens m’a éclairé
- Le Blasphème, une approche juive
- Les dix commandements de la communication numérique
- Inviter une personne non-juive à la table du seder ?
- Voir la liste complète de ses articles sur le site de la synagogue Adath Shalom